# Woodlawn (condado de Cleveland)
Woodlawn es un lugar designado por el censo ubicado en el condado de Cleveland en el estado estadounidense de Arkansas. En el Censo de 2010 tenía una población de 209 habitantes y una densidad poblacional de 34,29 personas por km².

## Geografía
Woodlawn se encuentra ubicado en las coordenadas 33°58′0″N 92°2′43″O / 33.96667, -92.04528. Según la Oficina del Censo de los Estados Unidos, Woodlawn tiene una superficie total de 6.09 km², de la cual 6.09 km² corresponden a tierra firme y (0%) 0 km² es agua.

## Demografía
Según el censo de 2010, había 209 personas residiendo en Woodlawn. La densidad de población era de 34,29 hab./km². De los 209 habitantes, Woodlawn estaba compuesto por el 99.04% blancos, el 0% eran afroamericanos, el 0% eran amerindios, el 0% eran asiáticos, el 0% eran isleños del Pacífico, el 0.96% eran de otras razas y el 0% pertenecían a dos o más razas. Del total de la población el 1.44% eran hispanos o latinos de cualquier raza.